# SQS Software Quality Systems
Die SQS Software Quality Systems AG war ein Beratungsunternehmen mit Sitz in Köln und firmiert nun als Expleo Technology Germany GmbH. Das Unternehmen beschrieb sich selbst als größten spezialisierten Anbieter von Qualitätsmanagement-Dienstleistungen sowie durchgängiger Qualitätssicherung für Geschäftsprozesse bei softwarebasierten Systemen.

## Geschichte
Die SQS-Gruppe wurde 1982 in Köln als SQS Gesellschaft für Software-Qualitätssicherung mbH gegründet und beschäftigte zeitweise rund 4.600 Mitarbeiter. Neben einer Präsenz in Deutschland, Großbritannien und den USA besaß die SQS weitere Tochtergesellschaften in Europa, Afrika, Asien und Nordamerika. Insgesamt war SQS in 20 Ländern mit Niederlassungen vertreten. Die SQS unterhielt zudem eine Minderheitsbeteiligung in Portugal.
Im Jahr 2015 erwirtschaftete SQS einen Umsatz von 320,7 Mio. Euro. Das Unternehmen war am AIM der London Stock Exchange und mit einem Zweitlisting am Open Market der Deutschen Börse vertreten.
Im Dezember 2017 wurde bekannt, dass Assystem unterstützt von ihrem Mehrheitseigentümer Ardian die SQS komplett übernehmen will. Diese Übernahme wurde im Laufe des Jahres 2018 durchgeführt. Seit dem 6. Februar 2019 ist die ehemalige SQS AG Teil der Expleo Group. Ihr neuer Name lautet Expleo Technology Germany GmbH.

## Geschäftstätigkeit
Die Geschäftstätigkeit des Konzernunternehmens umfasste vor allem Dienstleistungen und Produkte für Software-Qualitätssicherung, Software-Qualitätsmanagement und Software-Testen.

### Beratung
Alle Leistungen sind Teil eines Beratungskonzepts, das den gesamten Software-Lebenszyklus betrifft. Darüber hinaus beinhaltet das SQS-Service-Portfolio Managed Testing Services, Management Services für langfristig angelegtes Outsourcing, Offshoring und Homeshoring von Software-Tests. Im Einzelnen deckte das Unternehmen folgende Aufgaben ab: Testmanagement, Analyse der Testumgebung, Internet- und Web-Tests, Testen von SAP-Systemen, Test Asset Management, Health Checks, Performance- und Lasttests sowie Testautomatisierung. In der Rolle des unabhängigen Qualitätsmanagers führte SQS Assessments bestehender Testprozesse durch und empfahl Werkzeuge und Maßnahmen für die jeweils spezifischen Kundenanforderungen.
Das Unternehmen war in vielfältigen Branchen aktiv, wie z. B. Banken & Finanzdienstleister, Versicherungen, Automotive & Manufacturing, Handel & Logistik, Telekommunikation, Energie & Versorger sowie Öffentlicher Dienst.
Zu den Kunden zählten unter anderem Barclays, BP, Commerzbank, Credit Suisse, Daimler, Deutsche Bank, Deutsche Post AG, Volkswagen AG, Eurobet, Eurogate, MessageLabs, Phoenics, T-Mobile, T-Systems und Zurich Group.

### Seminare und Kongresse
Ein weiterer wichtiger Aspekt der Geschäftstätigkeit war das Seminargeschäft, insbesondere mit Kursen zu ISTQB (International Software Testing Qualification Board), IREB (International Requirements Engineering Board) und ISEB (Information Systems Examination Board), sowie der IT-Kongress-Markt. Die jährlich stattfindende „iqnite“-Konferenz gehörte zu den größten Qualitätsmanagement-Konferenzen.

### Software
SQS bot neben der Beratungsdienstleistungen und den Seminaren auch die Test-Suite SQS-TEST/Professional als Testmanagementwerkzeug für den gesamten Software-Lebenszyklus an. Die Test-Suite umfasste Software-Lebenszyklusaspekte wie Anforderungsmanagement, Testdesign, Testdurchführung und Teststeuerung, Testplanung, Analyse und Reporting. Vorgänger der Professional Test-Suite waren die Tools „Test-Cadett“, mit dem sich Testszenarien ermitteln ließen, „Test-Dat“, mit dem Testdaten und -definitionen verwaltet wurden, „Test-Proc“ zur automatisierten Administration von Testläufen und -prozeduren sowie „Test-Man“ zur Testauftrags- und Abweichungsverwaltung.